# M-Wasserweg
Der M-Wasserweg, auch M/Wasserweg geschrieben, ist ein Radwanderweg in Bayern, der von München aus in das Mangfalltal führt. Er ist thematisch der Wasserversorgung Münchens gewidmet, die zu 80 % aus dem Mangfalltal erfolgt. Der Radweg wurde 2003 im Auftrag der Stadtwerke München eingerichtet. Die Route passiert verschiedene Stationen, an denen das aus dem Mangfalltal kommende Trinkwasser für München gefördert, aufbereitet, weitergeleitet und gespeichert wird. Ein von den Stadtwerken München veröffentlichter Radwegführer beschreibt den Tourenverlauf und die Stationen und gibt Hinweise auf kulturelle Sehenswürdigkeiten im Verlauf der Route.

## Verlauf

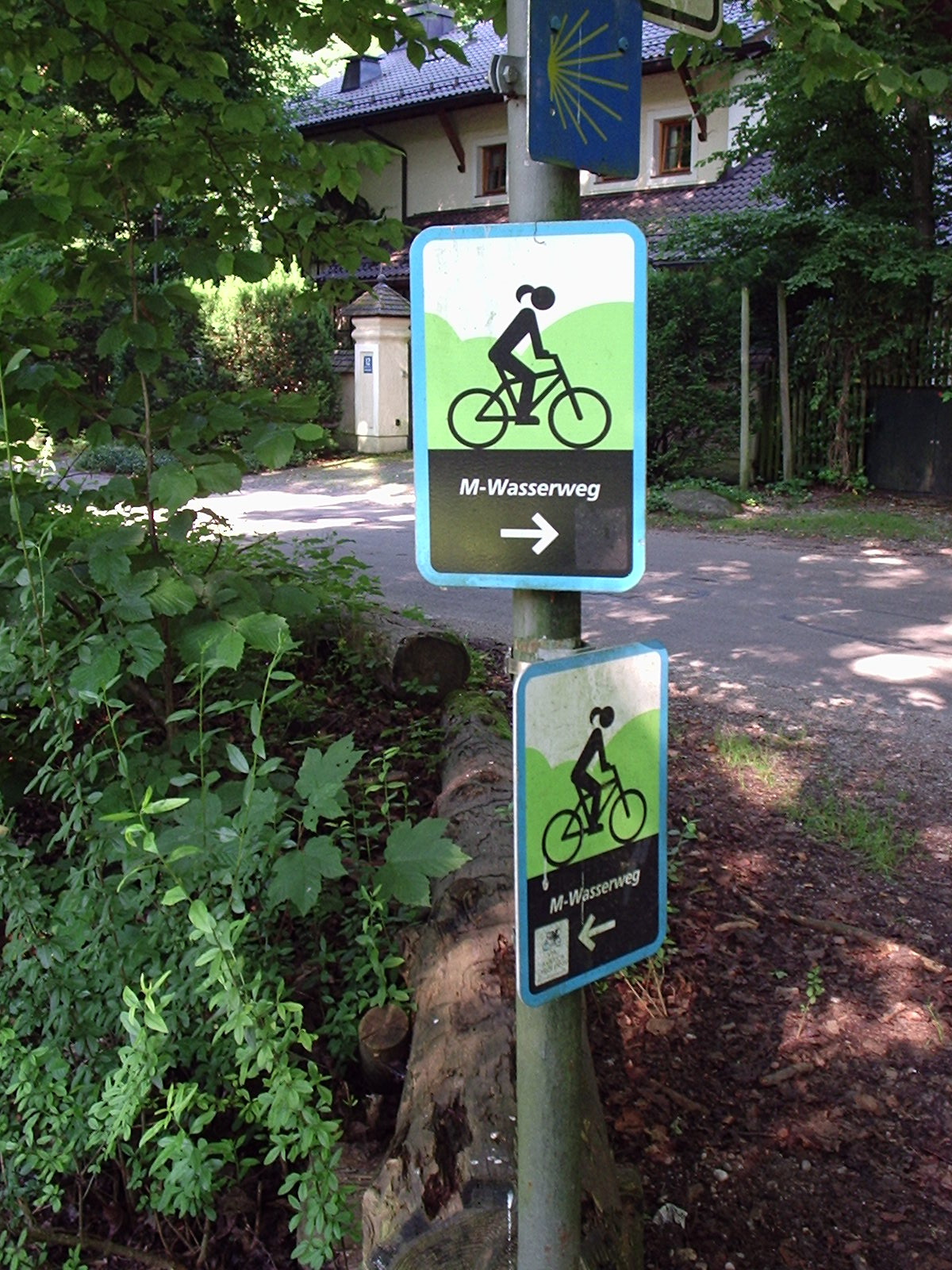
Wegweiser des M-Wasserwegs

Der M-Wasserweg startet am Deutschen Museum in München und führt nach Gmund am Tegernsee, wo die Mangfall aus dem Tegernsee abfließt. Die Strecke kann auch in umgekehrter Richtung befahren werden und ist in beiden Richtungen ausgeschildert. Sie führt in der Nähe mehrerer Stationen der S-Bahn München und der Bayerischen Oberlandbahn vorbei, so dass sie auch gut in Etappen aufgeteilt werden kann.
Vom Deutschen Museum aus führt die Strecke zunächst abwechselnd auf beiden Isarseiten zur Großhesseloher Brücke und von dort durch den Perlacher Forst zur Kugler Alm. Weiter geht es durch den Deisenhofener Forst nach Sauerlach und durch den Hofoldinger Forst nach Kreuzstraße. Entlang dem Mangfallhochufer führt die Route weiter nach Valley und von dort in das Mangfalltal hinunter an Weyarn vorbei bis Thalham.
Von hier aus kann man zwei Abstecher machen. Der erste überquert die Mangfall und die Schlierach, den Abfluss des Schliersees, und führt zur Grundwasserfassung Reisach. Der zweite geht über den Ort Taubenberg zum Aussichtsturm auf dem Taubenberg hinauf. Die Hauptroute führt weiter nach Gotzing. Dort verlässt sie das Mangfalltal und verläuft über eine Hochebene durch mehrere kleinere Ortsteile von Warngau nach Wall. Danach geht es wieder hinab zur Mangfall und ihr entlang bis Gmund am Tegernsee.
Die Strecke von München bis Gmund am Tegernsee ist 68 Kilometer lang. Hinzu kommen die Abstecher zum Taubenberg (hin und zurück 10 km) und zur Grundwasserfassung Reisach (hin und zurück 4 km), so dass die Gesamtlänge der Tour 82 Kilometer beträgt.

## Wegbeschaffenheit
Der Startpunkt liegt auf einer Höhe von etwa 510 m ü. NHN, der Endpunkt auf etwa 735 m ü. NHN, woraus sich eine Höhendifferenz von etwa 225 Metern ergibt. Der höchste Punkt liegt mit etwa 890 m ü. NHN am Aussichtsturm auf dem Taubenberg. Insgesamt ergibt sich in Fahrtrichtung von München nach Gmund am Tegernsee ein Aufstieg von etwa 515 Metern und ein Abstieg von etwa 290 Metern.
Etwa 67 % der Strecke führen über asphaltierte Wege und Straßen, 33 % sind nicht asphaltiert. Bei etwa 1 % der Strecke ist mit einem hohen Verkehrsaufkommen zu rechnen, bei etwa 15 % mit einem mittleren. Etwa 84 % der Strecke haben nur ein geringes Verkehrsaufkommen oder führen abseits von Autostraßen.

## Stationen
An 20 Stationen des M-Wasserwegs informieren Informationstafeln mit einfachen graphischen Darstellungen und Texten über die Bedeutung des jeweiligen Ortes für die Wassergewinnung, -verteilung oder -nutzung und damit zusammenhängende Themen oder über kulturelle Sehenswürdigkeiten in der Nähe.
| Nr. | Bezeichnung                           | km | Höhe / m NHN | Lage               | Anmerkungen | Bild | Infotafel |
| --- | ------------------------------------- | -- | ------------ | ------------------ | --- | ---- | --------- |
| 1   | Deutsches Museum                      | 0  | 510          | München            | Bis 1883 erfolgte die Wasserversorgung Münchens zu einem großen Teil aus Isarhangquellen. Zwei Brunnhäuser standen rechts der Isar in der Nähe des Deutschen Museums. |      |           |
| 2   | Wasserkraft                           | 6  | 525          | München            | Wasserkraft wurde in München seit dem Mittelalter auch als Energiequelle genutzt. Heute erzeugen die Stadtwerke in mehreren Kraftwerken Strom aus Wasserkraft, so hier im Isarwerk 1 am Isar-Werkkanal. |      |           |
| 3   | Hochbehälter und Turm Deisenhofen     | 15 | 584          | Oberhaching        | Der Hochbehälter Deisenhofen ist einer von drei Wasserspeicherbehältern der Münchner Wasserversorgung. Er hat eine Kapazität von ca. 76 Millionen Litern Trinkwasser. Hochbehälter wird er genannt, weil er 60 m höher als die Stadtmitte liegt. Dadurch wird ein hinreichend hoher Druck in den Wasserleitungen bewirkt. Durch seine Speicherkapazität kann er die je nach Tageszeit schwankende Wasserentnahme ausgleichen. Über den Überlaufturm Deisenhofen kann er bei Bedarf Wasser aus den höher gelegenen Hochbehältern in Kreuzpullach und im Forstenrieder Park aufnehmen oder an sie abgeben.                          |      |           |
| 4   | Wasserschutzwald Deisenhofen          | 21 | 590          | Oberhaching        | Der Wasserschutzwald Deisenhofen (ca. 31 Hektar im Deisenhofener Forst im Besitz der Stadtwerke München) schützt das Grundwasserreservoir in der Münchner Schotterebene rund um das Förderwerk Deisenhofen, mit dem Trinkwasser aus dem Grundwasser gewonnen wird. Der Boden des Mischwalds ist ein guter Wasserspeicher, der große Regenmengen aufnehmen und dann allmählich an das Grundwasser abgeben kann. |      |           |
| 5   | Brunnen in der Münchner Schotterebene | 32 | 615          | Brunnthal          | In der Münchner Schotterebene birgt eines der ergiebigsten Grundwasservorkommen Deutschlands. Viele dort liegende Gemeinden gewinnen ihr Trinkwasser aus Brunnen. Die Stadtwerke München betreiben mehrere Brunnen als Reserve, beispielsweise für Bedarfsspitzen und bei einem möglichen Ausfall anderer Werke. |      |           |
| 6   | Leitungen im Hofoldiger Forst         | 33 | 622          | Brunnthal          | Unterhalb des Hofoldinger Forstes führen drei Stollenleitungen Wasser aus dem Mangfalltal nach München. Zwei davon stammen noch aus der Bauzeit der Münchner Wasserversorgung im 19. Jahrhundert. Ein dritter Stollen wurde in Tunnelbauweise errichtet und 2008 in Betrieb genommen. |      |           |
| 7   | Valley Pumpenhaus                     | 45 | 607          | Valley             | Das ehemalige Pumpenhaus der Schlossbrauerei in Valley ist eines der ältesten technischen Denkmäler Oberbayerns. Die eingravierte Jahreszahl der Errichtung gibt 1637 oder 1657 an. Das Pumpenhaus förderte Quellwasser aus dem Talhang zur Brauerei auf die Hochebene hinauf. |      |           |
| 8   | Valley Orgelzentrum                   | 45 | 644          | Valley             | Die Grafschaft Valley war neben dem Herzogtum Andechs-Meranien und der Grafschaft Bogen das dritte Territorium, das die Wittelsbacher ihrem Stammterritorium einverleibten. Im alten Schloss ist seit 1989 ein Orgelmuseum eingerichtet. |      |           |
| 9   | Verteilungsschacht Maxlmühle          | 47 | 593          | Valley             | Der Verteilungsschacht wurde 1903 bis 1906 gebaut, um das Trinkwasser aus dem Gewinnungsgebiet Mangfalltal auf die ehemals drei Leitungen nach München zu verteilen. Das Jugendstilgebäude über dem Verteilerschacht wird auch als „Maxlmühler Wasserschloss“ bezeichnet. |      |           |
| 10  | Mangfall                              | 48 | 595          | Valley             | Die Mangfall, der Abfluss des Tegernsees, fließt zunächst nach Norden bis Grub und durchbricht dort die Moränen nach Osten. Sie hat sich während der Würm-Kaltzeit (vor 115.000 bis vor 10.000 Jahren) in den Untergrund eingeschnitten und dabei Kies- und Schotterablagerungen aus vorhergehenden Kaltzeiten angeschnitten. Als Folge daraus tritt das Grundwasser aus den westlichen Hängen des Mangfalltals aus. Dieses Schichtwasser wird durch die Hangquellfassungen in Gotzing und Mühlthal gewonnen, während die Reisacher Grundwasserfassung das Grundwasser in den Flussschottern unterhalb des Flussbetts erschließt. |      |           |
| 11  | Obelisk am Kasperlbach                | 49 | 623          | Valley             | Der 1883 errichtete Obelisk am Kasperlbach in Mühlthal bezeichnet die Stelle, an der an einer der Hangquellen des Kasperlbachs die erste Quellfassung für die Münchner Trinkwasserversorgung angelegt wurde. |      |           |
| 12  | Spiralschacht Thalham                 | 52 | 622          | Weyarn             | Aus der Grundwasserfassung Reisach und den Hangquellfassungen Mühltal und Gotzing wird Wasser in oberflächennahen Leitungen zum Spiralschacht Thalham geführt. Über eine helixförmig angelegte Betonrinne läuft das Wasser dort nach unten in eine tieferliegende Druckrohrleitung, die nach München führt. |      |           |
| 13  | Hangquellfassung Gotzing              | 54 | 629          | Weyarn             | In der Hangquellfassung Gotzing sind fünf Ableitstollen in den Talhang getrieben, an deren Ende Quellsammelstollen Grundwasser sammeln, das durch die Ableitstollen einer Wasserleitung zugeführt wird. |      |           |
| 14  | Grundwasserfassung Reisach            | 55 | 635          | Miesbach           | Die Grundwasserfassung Reisach, auch Wasserschloss Reisach genannt, sammelt Grundwasser, das sich hier wegen eines trichterförmigen Engpasses der wasserundurchlässigen Flinzschicht sammelt. Über möglichst tief im Grundwasser liegende Sammelkanäle wird das Grundwasser einer Wasserleitung zugeführt. Der Zugang zu dem zentralen Schacht erfolgt über einen Rundbau mit Bronzetür. |      |           |
| 15  | Aussichtsturm Taubenberg              | 62 | 892          | Warngau            | Der Taubenberg wirkt wegen seiner Lage westlich des Mangfalltals als Regensammler für die Hangquellen bei Mühlthal und Gotzing. Sein Mischwald wirkt als Wasserschutzwald, der das Regenwasser ins Grundwasser überführt. Der Aussichtsturm war ursprünglich als Überbau der Grundwasserfassung Reisach geplant gewesen, konnte dort aber wegen des Untergrundes nicht gebaut werden. |      |           |
| 16  | Gotzinger Kircherl                    | 67 | 686          | Weyarn             | Die Kirche St. Jakobus in Gotzing wurde um 1500 aus heimischen Tuffstein erbaut. Das ist ein Material, das sich an den Hängen des Mangfalltals als Ablagerung der stark kalkhaltigen Quellen gebildet hatte. 1761 wurde die Kirche im Inneren barockisiert und erhielt ein Zwiebeltürmchen. |      |           |
| 17  | Haglandschaft                         | 71 | 737          | Warngau            | Die Landschaft zwischen Taubenberg und Tegernsee ist geprägt durch Zeilen aus Laubbäumen und dazwischen stehenden Sträuchern, die als Hage die einzelnen Felder oder Wiesen voneinander abgrenzen. Dadurch bremsen sie die über die Hochebene wehenden Winde und dienen als Schattenspender für Weidetiere sowie als Lebensraum für Vögel und Kleintiere. Im Winter lassen sie das Sonnenlicht auf den Boden durch, und ihre Blätter düngen die Erde. |      |           |
| 18  | Ökologischer Landbau                  | 72 | 746          | Warngau            | Die messbare Zunahme von Schadstoffen im Trinkwasser vor allem aus der intensiven Landwirtschaft war für die Stadtwerke München Anlass, 1992 die Initiative „Öko-Bauern“ zu gründen und damit den ökologischen Landbau im Einzugsgebiet der Wassergewinnung Mangfalltal zu fördern. Über 100 Landwirte haben seither ihren Betrieb umgestellt und bewirtschaften ein Gebiet, das mit einer Fläche von rund 2.500 Hektar das größte zusammenhängend ökologisch bewirtschaftete Gebiet in Deutschland ist. |      |           |
| 19  | Büttenpapierfabrik Gmund              | 80 | 729          | Gmund am Tegernsee | Die Büttenpapierfabrik Gmund stellt holz- und säurefreie, meist farbige Designpapiere her. Aufgrund der Lage im Mangfalltal, dem Haupteinzugsgebiet für die Münchner Trinkwasserversorgung, wird Wert auf eine umweltschonende Produktion gelegt. So wird u. a. durch eine Kreislaufwasser- und Abwasserreinigungsanlage die Abwassermenge reduziert. Durch Druckscheibenfiltration und Ozonbehandlung wird das Abwasser gefiltert, entfärbt und entkeimt. Energie bezieht die Fabrik durch ein von Mangfallwasser gespeistes Wasserkraftwerk und eine Fotovoltaik-Anlage.                                                        |      |           |
| 20  | Bahnhof Gmund                         | 82 | 735          | Gmund am Tegernsee | Vom Bahnhof Gmund aus ermöglichen die im Stundentakt verkehrenden Züge der Bayerischen Oberlandbahn die Rückkehr nach München. |      |           |

## Anschlussmöglichkeiten
Der M-Wasserweg berührt oder kreuzt weitere Radwanderwege.
- Der Anfang des M-Wasserwegs verläuft streckengleich mit dem Isarradweg, der die Isar entlang von Scharnitz bis Deggendorf verläuft.
- Die Via Bavarica Tyrolensis beginnt ebenfalls am Deutschen Museum in München und verläuft bis Sauerlach streckengleich mit dem M-Wasserweg. In Gmund am Tegernsee treffen die beiden Radwege wieder aufeinander. Die Via Bavarica Tyrolensis führt von dort weiter ins Inntal.
- Bei Sauerlach verläuft der M-Wasserweg ein kurzes Stück streckengleich mit dem Radwanderweg Via Julia, der entlang der gleichnamigen Römerstraße von Günzburg bis Salzburg führt.
- Der Radwanderweg Holzkirchen-Bayrischzell trifft im Mühlthal auf den M-Wasserweg.
- Der Bodensee-Königssee-Radweg kreuzt dem M-Wasserweg an dessen Ende in Gmund.